# Sehlabathebe
Sehlabathebe (sotho za „Štit visoravni”) je nacionalni park površine 69,5 km² na planini Maloti u distriktu Qacha's Nek u Lesotu, uz samu zapadnu granicu s Južnoafričkom Republikom, tj. uz zaštičeno područje parka uKhahlamba/Drakensberg. uKhahlamba/Drakensberg park je upisan na UNESCO-ov popis mjesta svjetske baštine u Africi 2000. godine zbog prirodnih ljepota „bazaltnih stijena, dramatičnih klanaca i zlatnih pješčanih bedema u kojima obitava veliki broj endemskih i ugroženih vrsta”, ali i kulturnih vrijednosti „najveće koncentracije prapovijesnih slikarija na stijenama južno od Sahare”. God. 2013., zaštićenom području je pripojeno i susjedno područje NP Sehlabathebe u kojemu se može pronaći endemska vrsta ribe Pseudobarbus quathlambae, a koja živi samo u gornjem toku rijeke Oranje. Ostale poznate ugrožene vrste su kapski sup (Gyps coprotheres) i kostoberina (Gypaetus barbatus).
Najstariji nacionalni park Lesota, Sehlabathebe, osnovan je 1969. god., upravo kako bi se zaštitla njegova bogata bioraznolikost. Njegovim krajolikom na oko 2.400 m nadmorske visine dominiraju travnjaci različitih tipova i često je prekriven divljim cvijećem. Općenito, Sehlabathebe predstavlja ekosustav mnogih izvora voda koje napajaju rijeke Lesota, Južne Afrike i Namibije.
Park je gotovo u potpunosti nepristupačan i dostupan je samo pješke i na konjima preko prijelaza Bushman's Nek („Bušmanski vrat”) iz Underberga (KwaZulu-Natal, JAR).

## Vanjske poveznice
- Sehlabathebe National Park  Arhivirana inačica izvorne stranice od 28. ožujka 2013. (Wayback Machine) na protectedplanet.net
- Službena stranica Parka uKhahlamba/Drakensberg  Arhivirana inačica izvorne stranice od 27. kolovoza 2012. (Wayback Machine) (engl.) Posjećeno 18. studenog 2011.